# ریچارد بال (دوچرخه‌سوار)
ریچارد بال (انگلیسی: Richard Ball؛ زادهٔ ۲۶ ژوئیهٔ ۱۹۴۴) دوچرخه‌سوار اهل ایالات متحده آمریکا است. وی در بازی‌های المپیک تابستانی ۱۹۷۲ شرکت کرده است.